# Bessamatic
Bessamatic est le nom d'une gamme d'appareils photographiques reflex 35 mm fabriquée de la fin des années 1950 jusqu'au milieu des années 1960 par le constructeur allemand Voigtländer. Il y eut au cours des années, quatre versions différentes commercialisées. Toutes les versions disposent d'un obturateur central et d'une monture spécifique commune pour leur gamme d'objectifs.

## Description
Le premier Bessamatic est commercialisé en 1959. Il s'agit du premier reflex 35 mm fabriqué par Voigtländer. Il est équipé d'un obturateur central à iris Synchro Compur dont les vitesses s'étagent de 1s à 1/500 s + pose B, d'une cellule couplée de mesure d'exposition au sélénium et d'objectifs interchangeables.

## Variantes
Il existe quatre modèles de Bessamatic :
- le modèle original à cellule couplée au sélénium fabriqué à 213 000 exemplaires de 1959 à 1962 ;
- le modèle "Deluxe" permettant à travers un jeu de miroir de lire les valeurs d'ouverture et de vitesse dans le viseur, fabriqué à 75 000 exemplaires de 1962 à 1966 ;
- le modèle "m", sans cellule de mesure d'exposition, fabriqué de 1964 à 1966 à 9 300 exemplaires ;
- le modèle "CS", à cellule de mesure d'exposition TTL alimentée, fabriqué à 22 000 exemplaires de 1967 à 1969.